# Hrabstwo Stone (Missouri)
Hrabstwo Stone (ang. Stone County) – hrabstwo w południowo-wschodniej części stanu Missouri w Stanach Zjednoczonych. Obszar całkowity hrabstwa obejmuje powierzchnię 510,91 mil2 (1 323 km²). Według danych z 2010 r. hrabstwo miało 32 202 mieszkańców. Hrabstwo powstało 10 lutego 1843 roku i nosi imię od Williama Stonea – angielskiego pioniera, jednego z pierwszych osadników w Maryland, a także sędziego w hrabstwie Taney (Missouri).

## Sąsiednie hrabstwa
- Hrabstwo Christian (północ)
- Hrabstwo Taney (wschód)
- Hrabstwo Carroll (Arkansas) (południe)
- Hrabstwo Barry (zachód)
- Hrabstwo Lawrence (południowy zachód)

## Miasta i miejscowości
- Branson West
- Crane
- Galena
- Hurley
- Kimberling City
- Reeds Spring

## Wioski
- Blue Eye
- Coney Island
- Indian Point
- McCord Bend